# Årø Kalv
Årø Kalv är en halvö i på ön Årø i Danmark.   Den ligger i Haderslev kommun i Region Syddanmark, i den södra delen av landet, 180 km väster om Köpenhamn.